# Атака на Леката бригада
Атаката на Леката бригада (на английски: Charge of the Light Brigade) е бедствена кавалерийска атака, водена от лорд Кардиган (в превод – cardigan – жилетка) по време на битката при Балаклава на 25 октомври 1854 г. през Кримската война. Щурмът няма никакви решаващи ползи и води до големи загуби. Има и известно стихотворение със същото име, написано от Алфред Тенисън, чиито стихове възхваляват храбростта на кавалерията при изпълнението на зададениете им заповеди, дори когато „някой беше сгрешил“.

## Събития
Атаката е осъществена от Леката бригада на британската кавалерия, състояща се от 4-ти и 13-и леки драгунски полкове, 17-и кавалерийски полк, 8-и и 11-и хусарски полкове под командването на генерал-майор Кардиган. Заедно с Тежката бригада, която включва 4-ти кралски ирландски гвардейски конен полк, 5-и гвардейски конен полк, 6-и драгунски полк и конния полк Скотс Грейс, командвани от генерал-майор Джеймс Скарлет, бивш командващ офицер на 5-и гвардейски конен полк. Тези две единици са основната на британската кавалерийска сила в битката. Общото командване на кавалерията е поверено на Джордж Бингам (известен и като граф Лукан).
Лукан получава заповед от военния командир лорд Ранглан, в която пише следното:
| „ | Лорд Ранглан желае кавалерията да напредне бързо към фронта, да последва врага и да се опита да предотврати пленяването на оръдията. Конната артилерия може да Ви придружи. Френската кавалери е отляво Ви. Незабавно. | “ |

Всъщност Ранглан иска кавалерията да спре руснаците, които отнасят корабни оръдия от превзетите редути от другата страна на Коузуейските възвишения. Ранглан вижда какво се случва от високото си местоположение и ясно да различи къде се намират оръдията, но Лукан и кавалерията не знаят какво се случва, поради местоположението си.
Заповедта е изготвена от бригаден генерал Айрей, а устно заповедта за незабавно нападение е получена от капитан Луис Едуард Нолан. Когато Лукан пита кои са оръдията, Нолан му отвръща, показвайки с широк замах на ръката си, но не коузуейските редути, ами множество руски оръдия край редут в края на долината, на около миля (1,6 km) далеч. Причините за объркването му остават неизяснени, поради смъртта му в последвалото сражение.
В отговор на заповедта Лукан нарежда на Кардиган да поведе 673 кавалеристи (някои източници сочат, че броят бил 661) право в долината между възвишенията Федюкин и Коузуей, наречена от поета Тенисон „долината на Смъртта“. Вражеските руски сили са водени от Павел Липранди и включват около 20 пехотни батальона подпомагана от над 50 оръдия. Войските са разположени на двата противоположни края на долината. Самият Лукан ще ги следва с Тежката бригада.
Леката бригада потегля надолу към долината с Кардиган, водещ атаката. Почти веднага Нолан е забелязан да се спуска напред, минавайки пред Кардиган. В този миг той може би е знаел, че атаката е насочена в погрешна посока и вероятно се е опитвал да спре или обърне бригада в друга посока, но е убит от артилерийски залп и кавалерията продължава по същия маршрут.
Въпреки унищожителния обстрел от три страни, който намалява редиците им с по един човек на всеки десет, Леката бригада успява да влезе в бой с руските сили в края на долината и да ги отблъсне обратно в редута, но понася тежки загуби и скоро се налага да се оттегли. А оцелелите руски артилеристи се завръщат по оръдията си и започват безразборен обстрела с картеч по навалицата от свои и неприятели. Лукан не успява да окаже каквато и да е помощ или подкрепления на Кардиган. Конниците на Тежката бригада навлизат в началото на долината, но не продължават. По-късно Лукан обяснява, че е на възможно най-доброто местоположение, за да окаже помощ на завръщащите се оцелели от Леката бригада. Френската кавалерия е по-ефективна и успява да обезвреди две батареи, казаци и два пеши батальона при Федюкин и да осигуряви прикритие на останалите части от Леката бригада, докато те се оттеглят.
Кардиган оцелява в битката. Въпреки че съществуват истории, че той не присъства в щурма, е доказано, че той води отпред и никога не поглежда назад, за да види какво се случва с кавалерията зад него. Той достигна оръдията на руснаците, взема участие в боя и след това се връща сам през долината, без дори да се опита да прегрупира или разбере какво е станало с оцелелите. Впоследствие той обяснява, че всичко, за което мислел в този миг, бил гневът му към капитан Нолан, защото решил, че Нолан се опитал да вземе поста му като водач на войниците. След като се връща, той решава, че е сторил всичко, което е могъл, хладнокръвно напуска бойното поле и отива на яхтата си, която е закотвена в пристанището на Балаклава, където той вечеря и пие шампанско. Впоследствие той описва битката в реч, която казва в Имението в Лондон, официалната резиденция на кмета на града. В речта си той казва следното:
| „ | Ние се спуснахме на нормално разстояние, или повече от 3/4 миля, а батареите бълваха по нас изстрели и гюлета от оръдията. Една от батареите беше от нашия десен фланг, а друга – отляво. Цялата наша междинна група бе покрита от други руски части, така че когато достигнахме разстояние от 50 ярда от окопите на артилерията, която ни беше обстрелвала и преди това, ние бяхме обкръжени от вълна от изстрели, добавени към изстрелите на предишните руски части. Докато се спускахме по хълма артилерията ни обстрелваше в гръб под остър ъгъл, така че ние бяхме обстрелвани отпред, отстрани и отзад. Врязахме се в батареята, минахме през нея като двата наши водещи полка съсякоха голям брой руски войници. В двата полка, които имах честта да водя, всички офицери, с изключение на един, бяха мъртви или ранени, или техните коне бяха ранени. Тези два полка продължиха напред, последвани от втората линия, състояща се от още два полка кавалерия. Те продължиха да изпълняват своите задължения като също съсякоха голям брой руски войници. След това дойде и третата линия, образувана от друг полк, който също подпомогна за изпълняването на дадената заповед на нашата бригада. Смятам, че това бе постигнато с голям успех. Резултата беше, че тази маса, състояща се само от 670 мъже, успя да премине през огромно количество руска кавалерия с брой – както научихме впоследствие – 5240 души. След като успяха да преминат през руската войска те, според нашия технически военен план, се прегрупираха и се върнаха обратно по същия начин, поваляйки след себе си възможно най-много от вражеската кавалерия. При изкачването на хълма, по който се бяхме спуснали при атаката, трябваше да минем през две редици хора и да изложим на същия риск нашите флангове, по който стреляха руските части, както се беше случило и преди. Много от нашите мъже бяха застреляни – хора и коне бяха убити, а много войници, които бяха изгубили конете си също загинаха, опитвайки се да се върнат. Но какво, милорд, беше чувството да видиш тези смели мъже, които се връщаха на позициите си? Защото всеки един от тези полкове се завърна, но значително по-малък от преди. Две трети от мъжете, които атакуваха, бяха убити. Мисля, че всеки човек, който беше замесен в тази бедствена афера при Балаклава, и който е имал достатъчно късмет да се измъкне жив, трябва да чувства, че по волята на милостивото Всемогъщо Провидение ние се измъкнахме от най-очевидната сигурна смърт, която може някой да си представи. | “ |

## Резултат от битката
Бригадата не била напълно унищожена, но пострадала значително. Убитите били 118, а ранените – 127. След като се прегрупирали само 195 души все още стояли на коне. Безполезността на атаката и безразсъдната смелост разчувствали френския маршал Пиер и той казал: „C'est magnifique, mais ce n'est pas la guerre“ („Това е великолепно, но не е война!“). Рядко тази мисъл се продължава, но той добавил и „C'est de la folie“ – „Лудост е!“. Смята се, че руските командири решили, че британските войници били напълно пияни. Репутацията на Британската кавалерия била значително повишена вследствие на атаката, но същото не може да се каже за репутацията на техните командири.
Заради бавните комуникации новините от атаката не достигнали до британското общество до три седмици след случилото се. Изказвания на британските командири от фронта били публикувани в уникално издание на Лондон Газете от 12 ноември 1854. Раглан обвинил Лукан за изхода от атаката, твърдейки, че „поради неговото погрешен извод за местоположението на целта, лейтенант-генералът (Лукан) решил, че е задължен да атакува на всяка цена и наредил на майор-генерала Кардиган да се придвижи напред с леката бригада.“ Лукан се вбесил от опита да бъде използван като изкупителна жертва. Реглан твърдял, че той е трябвало да разчита на личната си преценка, но при кампанията до тази заветна дата Лукан смятал, че Реглан не му оставил никаква възможност за самостоятелност, а изисквал от него да следва заповедта от писмото. Кардиган, който просто се е подчинявал, обвинявал Лукан, защото той му дал тези заповеди. Той се завърнал вкъщи като герой и бил обявен за инспектор генерал на кавалерията.
Лукан направил опит да публикува писмо, опровергаващо твърденията в телеграмата на Реглан в Лондон Газете, но неговият критицизъм към по-висшестоящ не бил толериран и през март 1855 Лукан се върнал в Англия. Атаката на леката бригада станала обект на големи спорове и публични диспути при неговото завръщане. Той абсолютно отхвърлял версията за събитията на Реглан, наричайки я „вменяване на вина, сериозно отразила се на моята професионална характеристика“. В Лондон Таймс Лукан обвинява Реглан и неговият помощник-капитан Нолан, който всъщност е бил източника на оспорваната заповед. Лукан се защитава и в реч в Горната камара на парламента на 19 март.
Според доказателствата Лукан успял да избегне срама от атаката като бил направен член на Ордена на Бат през юли същата година. Въпреки че той никога повече не участвал във военни действия, той достигнал ранг на генерал през 1865 и станал маршал един година преди смъртта си.
Атаката на Леката Бригада продължава да бъде изучавана от съвременните военни историци и студенти като пример за това как нещата могат да се объркат, когато липсва точен военен разум и когато заповедите са неясни. Сър Уинстън Чърчил, който е военен историк и кавалерист, настоял, по време на Ялтенската конференция през 1945, да се отдели време, за да отиде и сам да види бойното поле.
Съдбата на оцелелите членове на леката бригада била изследвана от Едуард Джеймс Бойс, военен историк, който документирал живота на тези хора от напускането на армията до смъртта им. Неговите записки се смятат за един от най-точните проект, правени някога.
През 2004, на 150-годишнина от атаката, се състои възпоменание на атаката в Балаклава. Като част от годишнината е издигнат паметник в чест на 25 000 британци загинали в Кримската война.

## Филми
За атаката на леката бригада били направени три филма. Първият бил през 1912 година като нямал звук и траял само 12 минути. За заснемането му били използвани 800 души от Кавалерията на САЩ, играещи ролята на войниците от леката бригада.
Вторият филм е заснет през 1939 от Майкъл Куртиз.
Третият, много критикуван филм, бил заснет през 1968 от Тони Ричардсън и написан от Чарлс Ууд. За неговата направа са използвани данни от Причината, историята на фаталната Атака на Леката Бригада – Сесил Лудхам-Смит.